# (32590) Cynthiachen
(32590) Cynthiachen est un astéroïde de la ceinture principale.

## Description
(32590) Cynthiachen est un astéroïde de la ceinture principale. Il fut découvert le 20 août 2001 à Socorro (Nouveau-Mexique) par le projet LINEAR. Il présente une orbite caractérisée par un demi-grand axe de 2,31 UA, une excentricité de 0,14 et une inclinaison de 5,6° par rapport à l'écliptique.